# Kości długie
Kości długie (łac. ossa longa) – rodzaj kości, których długość znacznie przewyższa ich szerokość i grubość. W ich budowie wyróżnia się trzon oraz dwie nasady (końce) – bliższą i dalszą. Powierzchnia kości zbudowana jest z istoty zbitej, przy czym wewnątrz trzonu znajduje się przestrzeń (jama szpikowa), wypełniona szpikiem kostnym, a nasady pod cienką powłoką istoty zbitej wnętrze mają wypełnione istotą gąbczastą. Rozwój kości długich u człowieka (kostnienie na podłożu chrzęstnym) rozpoczyna się już w życiu płodowym, trwając jeszcze do 20–25 roku życia dzięki pozostałym w obu nasadach chrząstkom nasadowym, które umożliwiają wzrost kości na długość. Chrząstka nasadowa zaczyna zanikać ok. 15–17 roku życia (wcześniej u płci żeńskiej). Kości długie u człowieka występują przede wszystkim w kończynach, przykładami takich kości są obojczyk, kość ramienna, kość łokciowa, kość promieniowa, kość udowa, kość piszczelowa i kość strzałkowa.